# Futomigiwa
Futomigiwa is een geslacht van kevers uit de familie  
kniptorren (Elateridae).
Het geslacht is voor het eerst wetenschappelijk beschreven in 1976 door Kishii.

## Soorten
Het geslacht omvat de volgende soort:
- Futomigiwa rivalioides (Kishii, 1962)